# Orenburská oblast
Orenburská oblast (rusky Оренбу́ргская о́бласть, Orenburgskaja oblasť) je oblast a federální subjekt Ruska. Nachází se v Povolžském federálním okruhu.
Hlavním městem oblasti je Orenburg.

## Historie
Orenburská oblast vznikla 7. prosince 1934.

## Oblastní symboly

### Vlajka
Vlajka Orenburské oblasti je tvořena červeným listem o poměru stran 2:3 s uprostřed umístěným znakem oblasti.

## Geografie
Hlavní řekou v oblasti je Ural, do oblasti trochu zasahuje Jižní Ural (pohoří). Jinak je povrch nížinný a pahorkatinný, za zmínku stojí pahorkatina Obščij Syrt na jihozápadě. Největší město je Orenburg, druhé největší Orsk.

## Obyvatelstvo
Podle sčítání je národnostní složení takovéto:
• Rusové: 73,9 % • Tataři: 7,6 % (asi 165 680) • Kazaši: 5,8 % (asi 126 440) • Ukrajinci: 3,5 % (asi 76 300) • Baškirové: 2,4 % (asi 52 320) • Mordvinci: 2,4 % (asi 52 320) • Němci: 0,8 % (asi 17 440) • Čuvaši: 0,8 % (asi 17 440) • Bělorusové: 0,4 % (asi 8 720) • Ázerbájdžánci: 0,4 % (asi 8 720) • Uzbekové: 0,2 % (asi 4 360) • a další, ne nad 0,2 %. (0,13 % obyvatel neuvedlo svou národní identitu ve sčítání)

## Zemědělství a průmysl
Orenburská Oblast je jedna z hlavních zemědělských oblastí v Rusku, neboť je klimaticky příznivá: vlhké jaro, suché léto a vysoký počet slunečných dnů vytváří výborné podmínky pro pěstování náročné pšenice a žita, slunečnic, brambor, hrášku, fazolí, kukuřice, a tykví.
Z Orenburské oblasti se vyváží: ropa a ropné produkty, zemní plyn a produkty zemním plynem obráběné, válcované železo a neželezné kovy, nikl, azbest, chromové sloučeniny, tvrzená měď, elektromotory, radiátory, produkty strojírenského průmyslu.

## Zajímavosti
V roce 2021 byl z této oblasti oznámen objev zkamenělých kostí býložravého dinosaura ze skupiny Iguanodontia, dlouhého asi 5 metrů.